# Olivier Poitrey
Olivier Poitrey est un informaticien français, né en 1978, surtout connu pour être, avec Benjamin Bejbaum, le cofondateur du site de partage de vidéos Dailymotion en 2005, dont il a été directeur technique jusqu'en 2015.

## Biographie
Il possède un bac professionnel de graphisme.[réf. nécessaire]
Il a d'abord travaillé à la hotline de Club Internet où il a rencontré le monde du développement. Il rejoint ensuite l'hébergeur Digiweb où il rencontre Benjamin Bejbaum, l'autre fondateur de Dailymotion en 2005.
Il a travaillé chez Lycos Hébergement et rejoint Netflix en 2016.